# Illice flavizonata
Illice flavizonata là một loài bướm đêm thuộc phân họ Arctiinae, họ Erebidae.